# شیملا
شیملا ((به انگلیسی: Shimla) که سیملا هم گفته می‌شودو نام رسمی تا سال ۱۹۷۲ بوده‌است) مرکز و بزرگ‌ترین شهر ایالت هیماچال پرادش در شمال هند است. در سال ۱۸۶۴، شیملا به عنوان پایتخت تابستانی هند بریتانیا اعلام شد. پس از استقلال، این شهر مرکز پنجاب شرقی و بعد مرکز هیماچال پرادش شد. این شهر، مرکز اصلی تجاری، فرهنگی و آموزشی ایالت است.

## نگارخانه

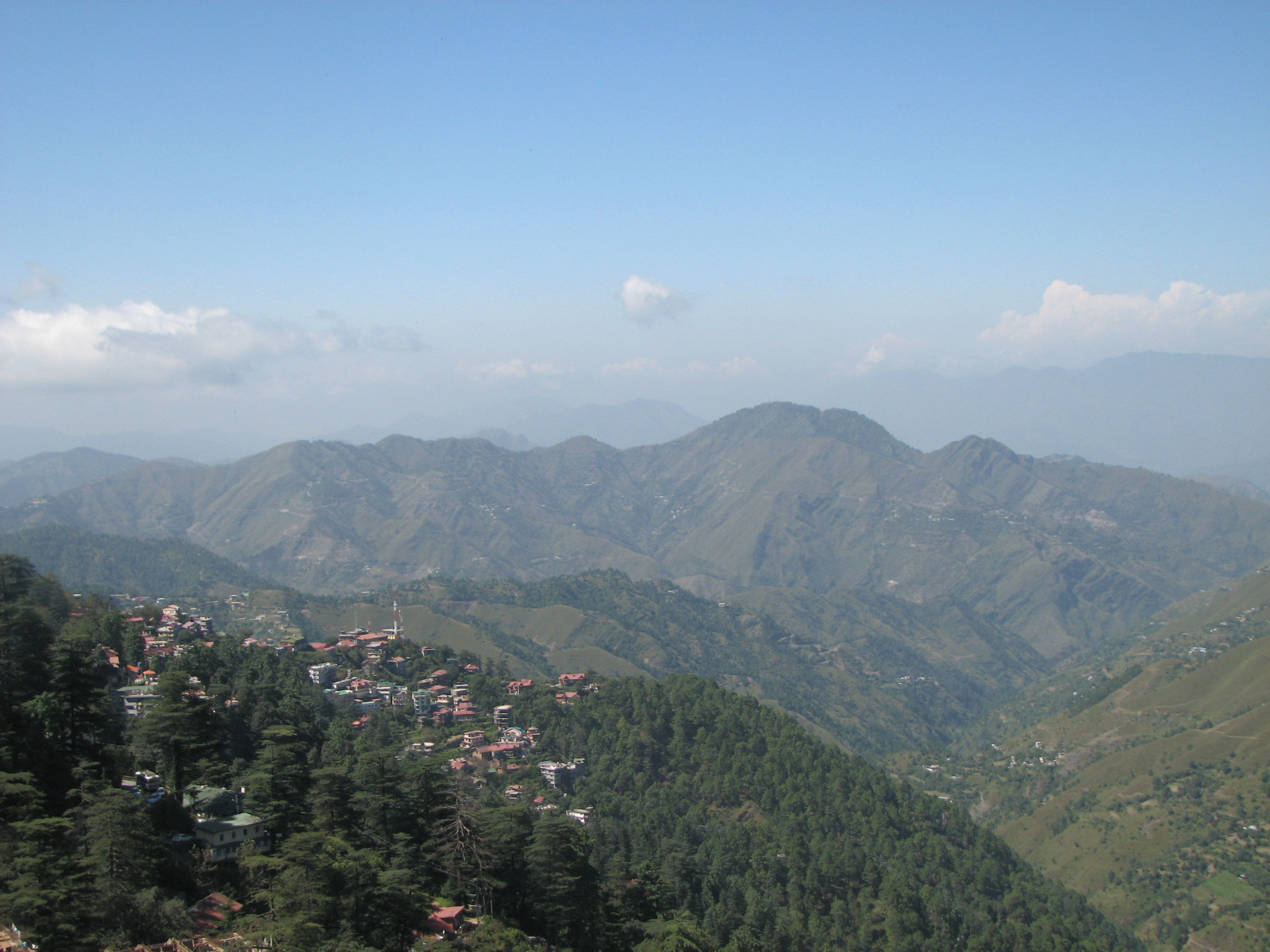
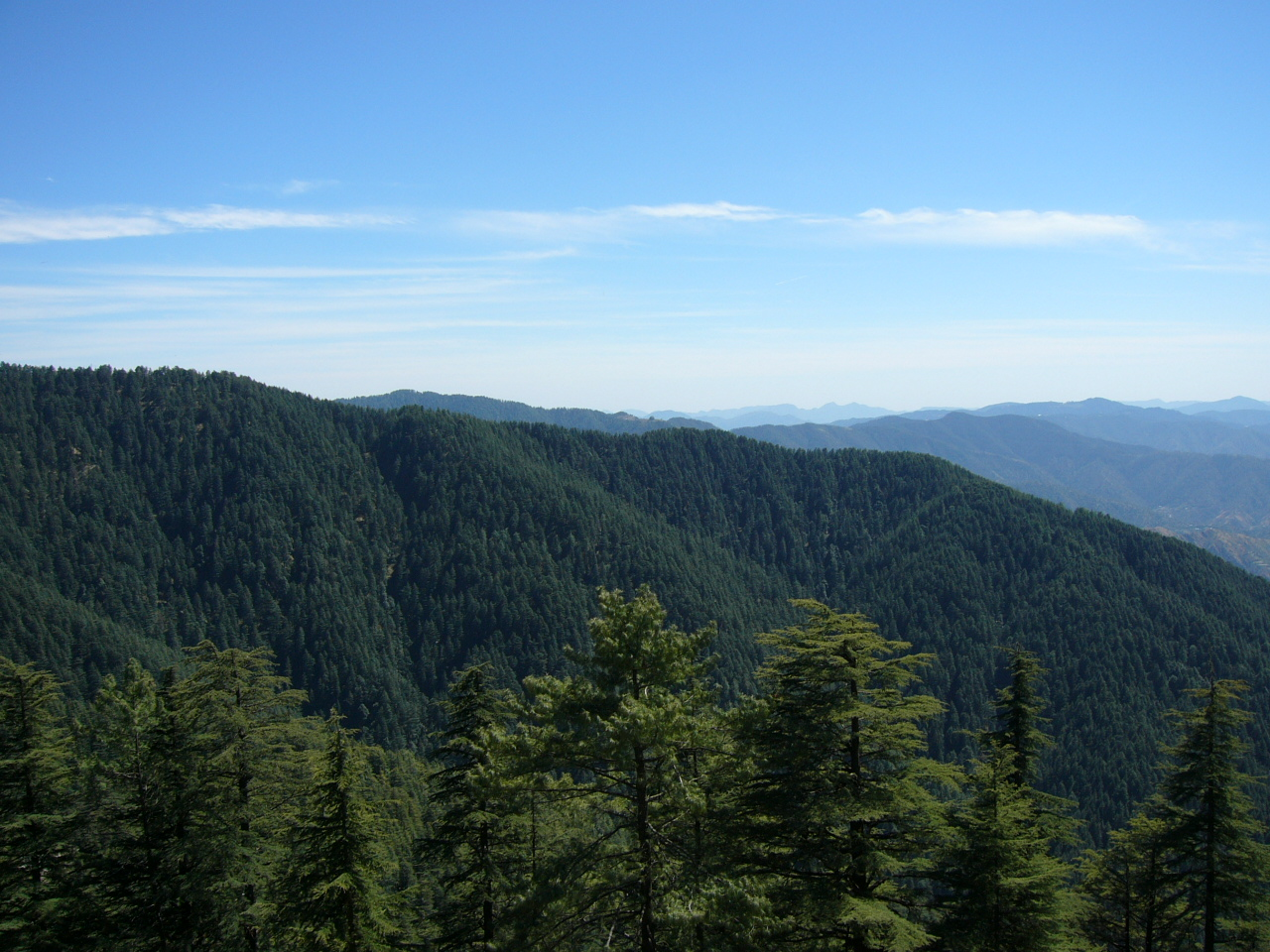
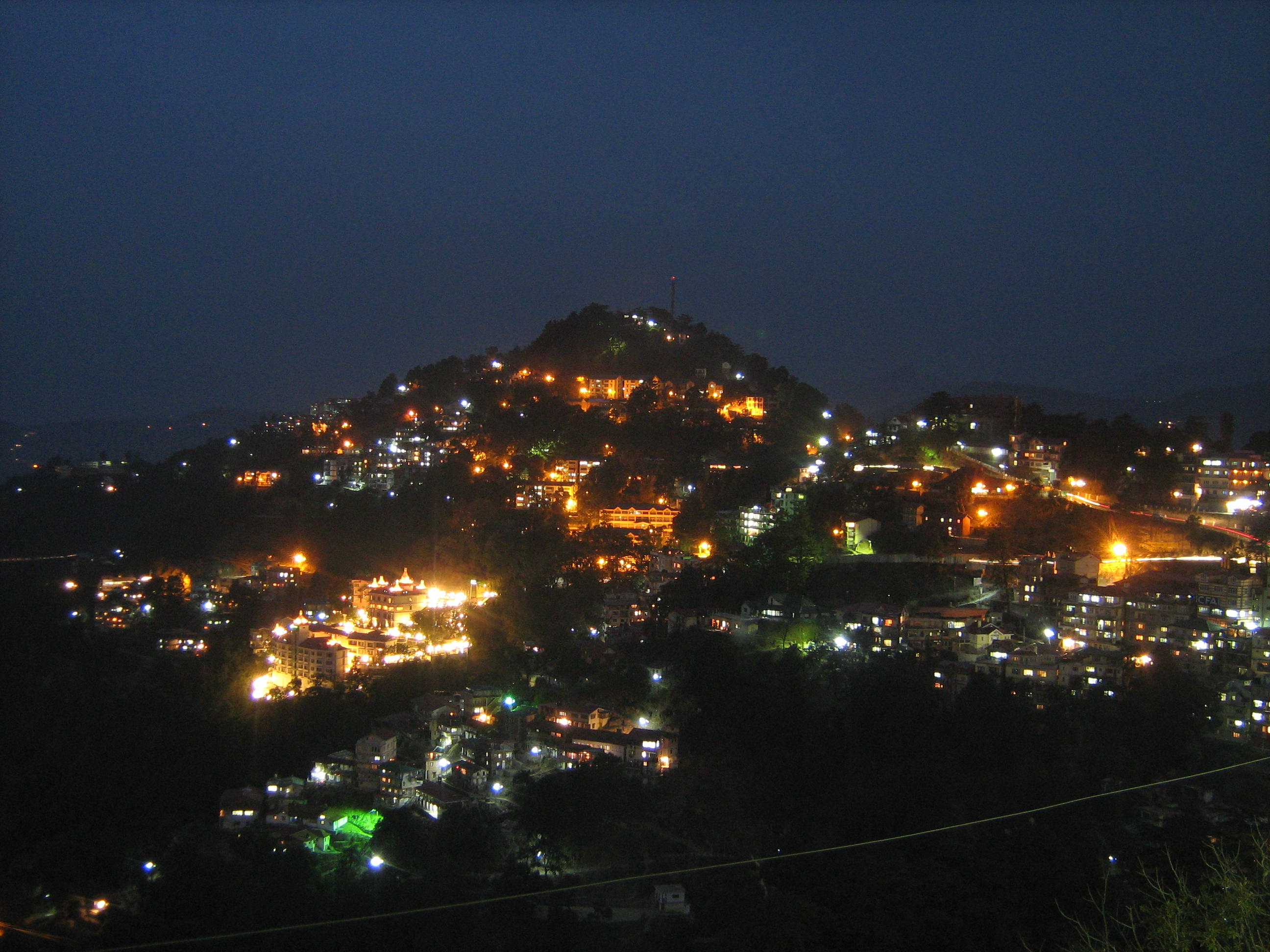
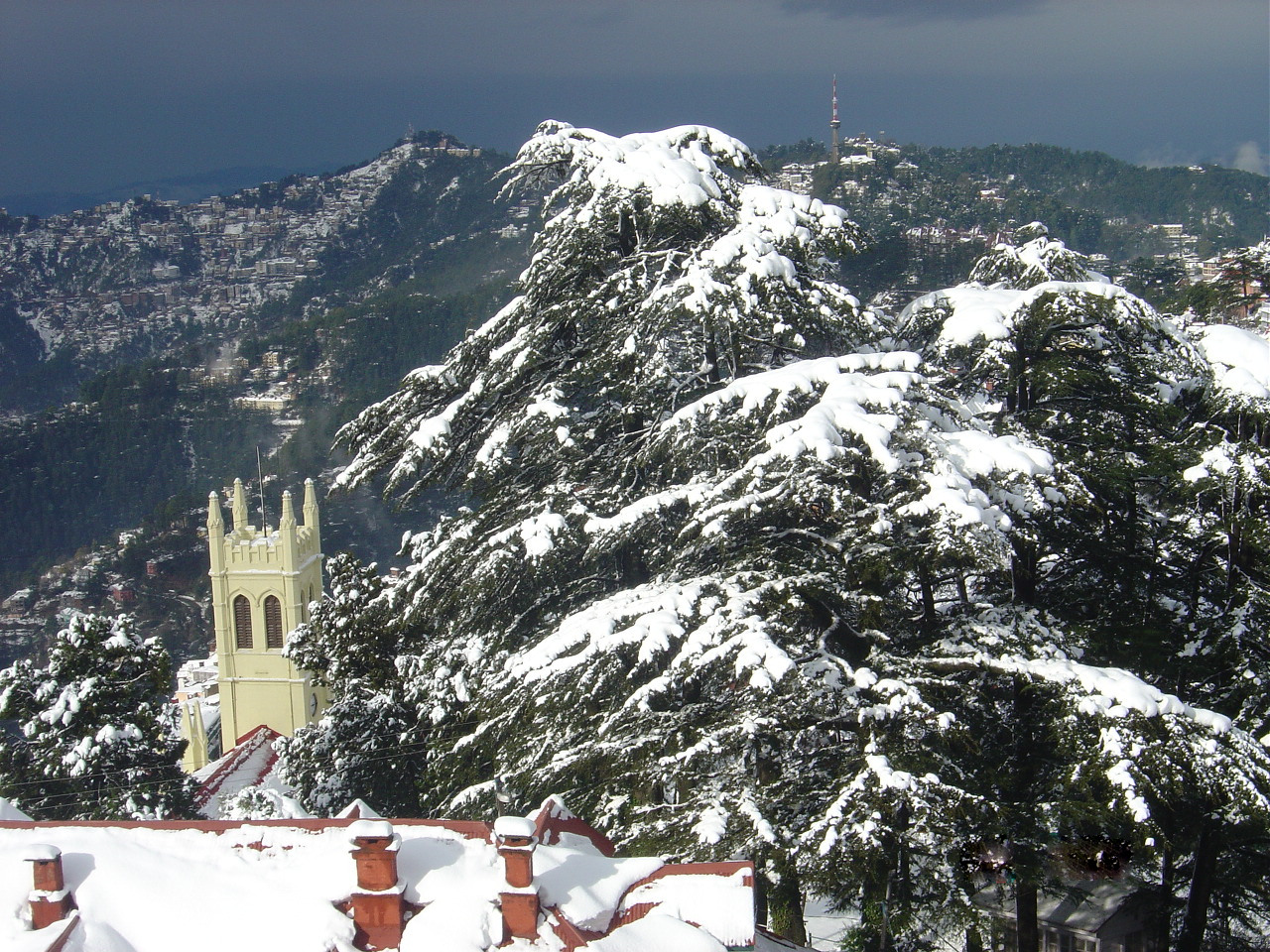
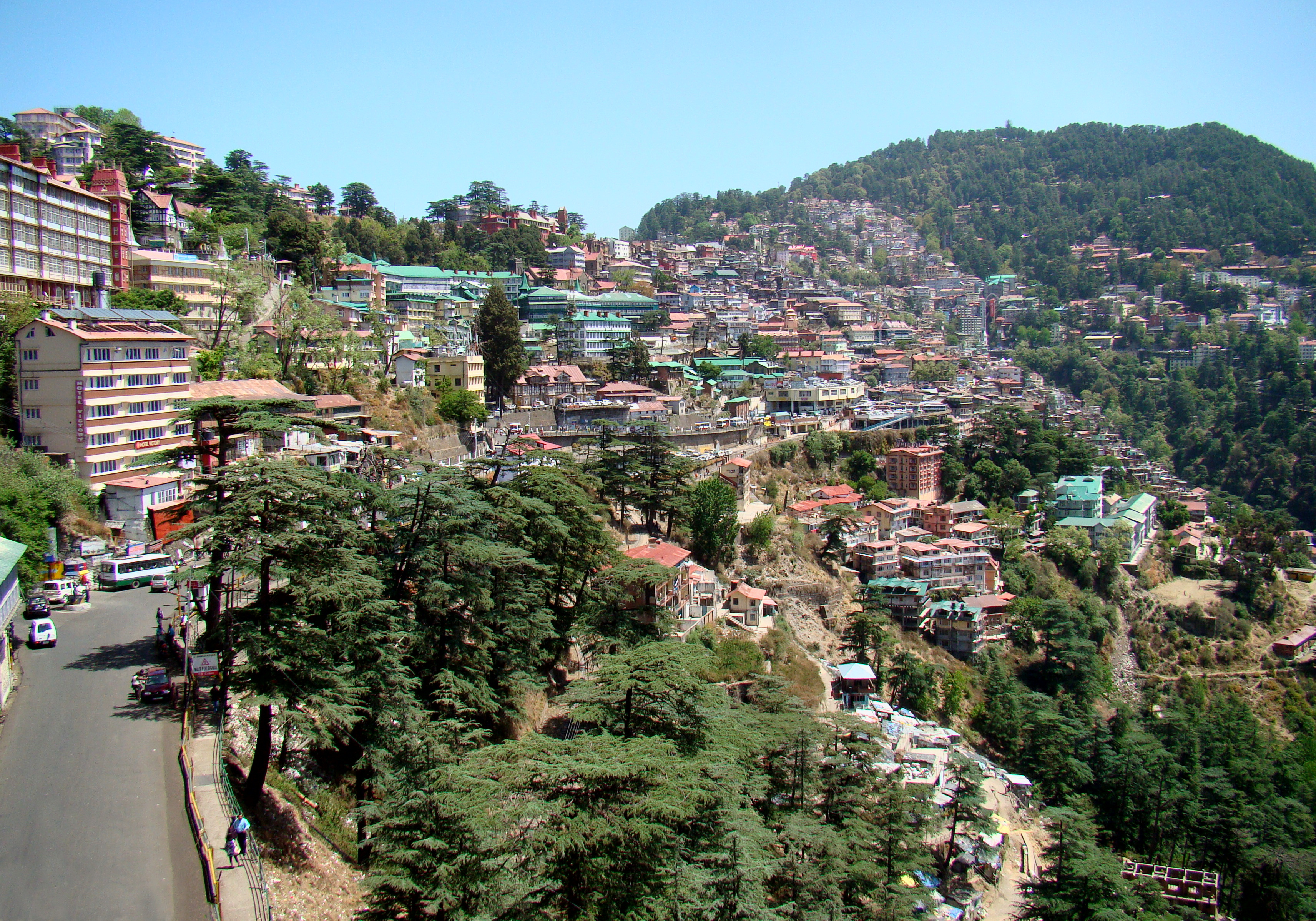
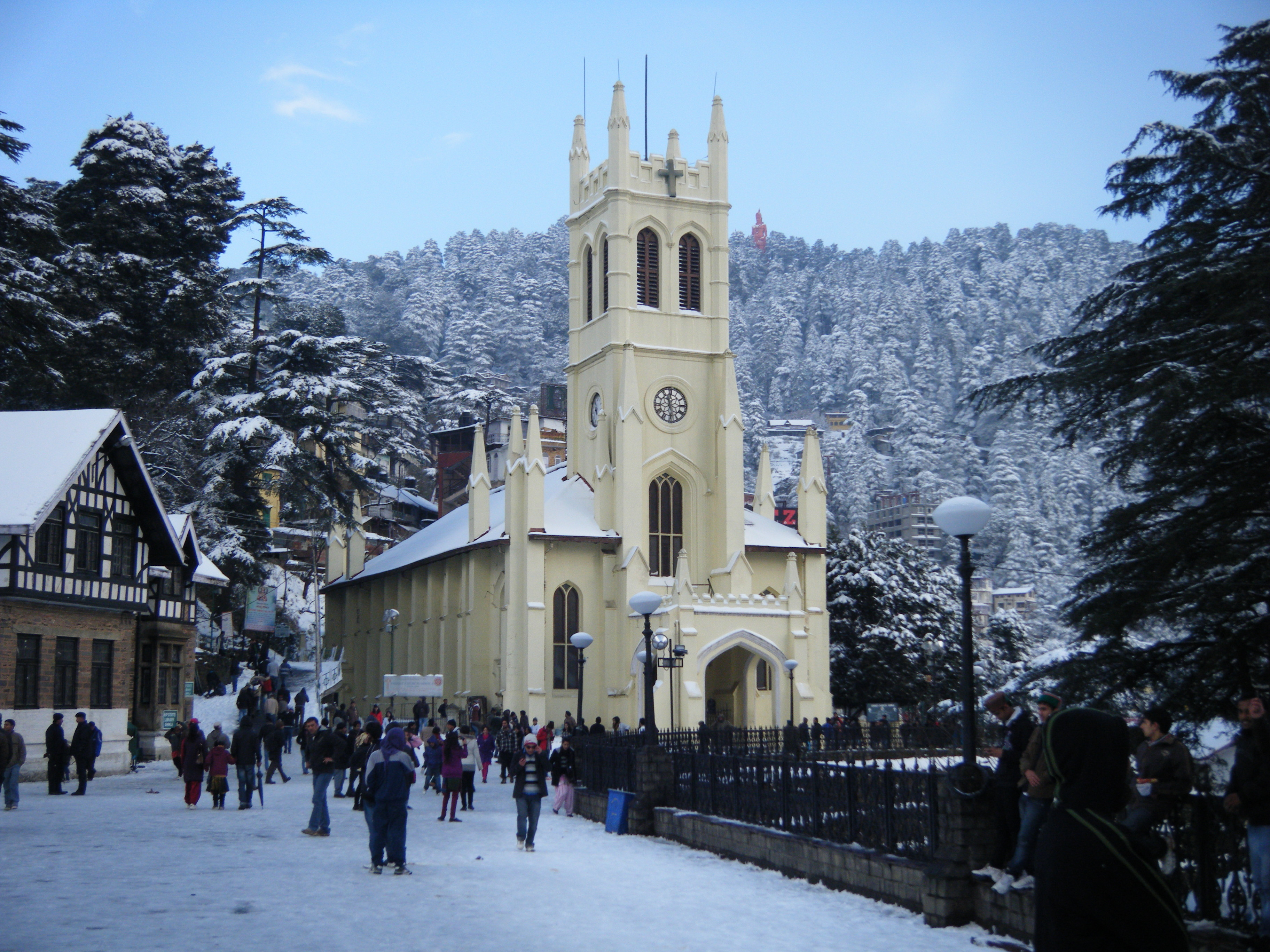
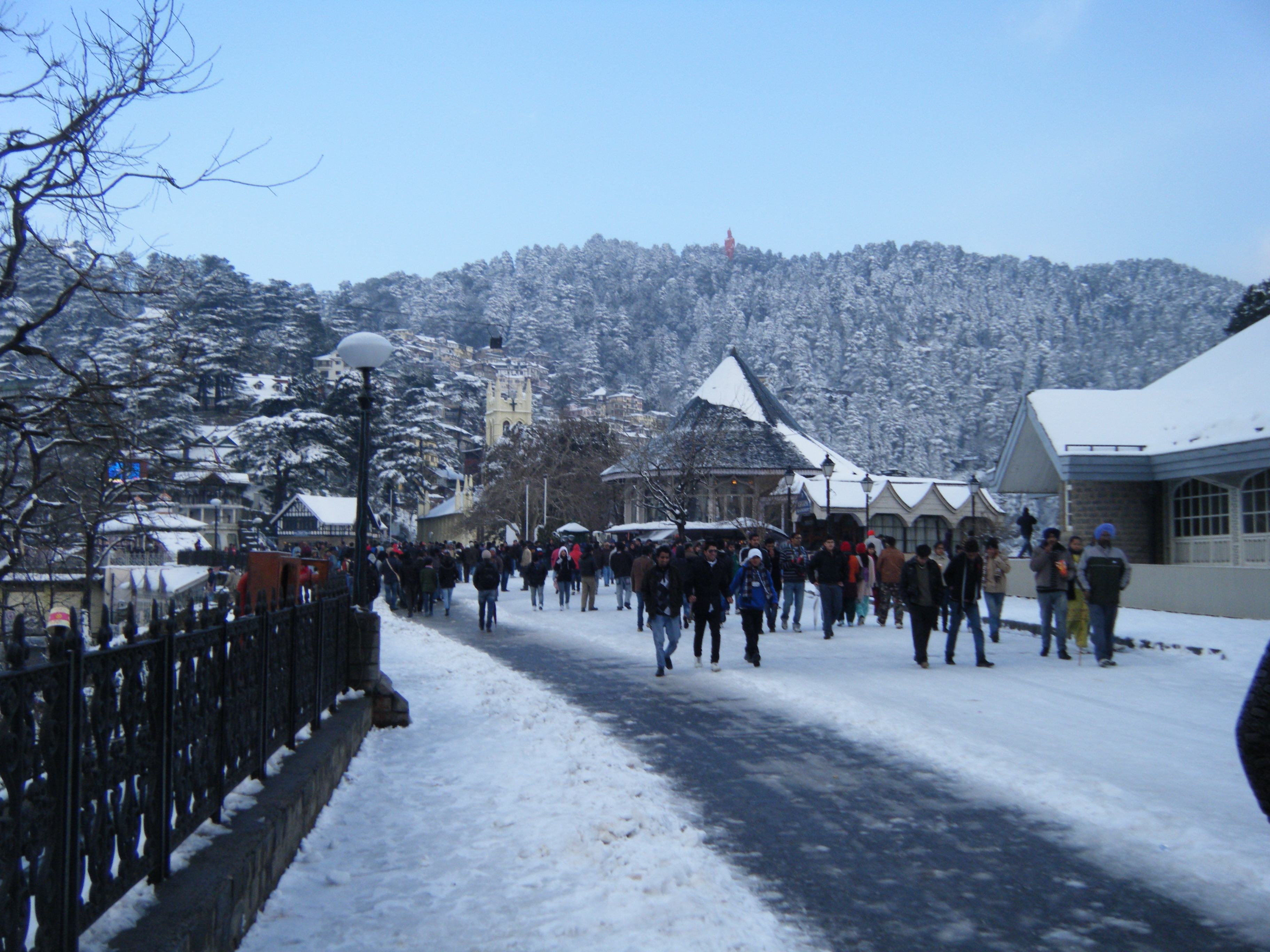
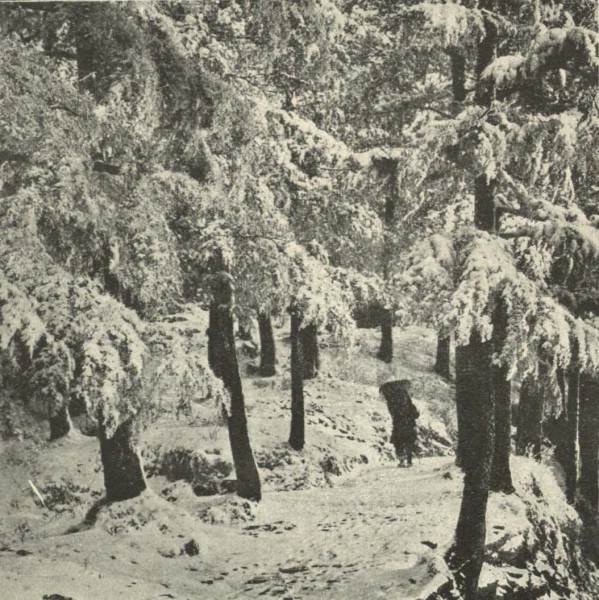